# IAPX
Die Abkürzung iAPX wurde von Intel mit dem ab 1975 entwickelten und ab 1981 verfügbaren 32-Bit-Mikroprozessor iAPX 432 eingeführt. Intel verwendete die Abkürzung jedoch auch für die eigenen x86-Prozessoren der späten 1970er und der 1980er Jahre.
Die Abkürzung steht für Intel Advanced Processor architecture, wobei das X vom griechischen Buchstaben Chi kommt; wenn man „APX“ an sich als griechische Schrift deutet (Alpha, Rho, Chi), dann steht es selbst für architecture.

## Prozessoren mit iAPX im Namen
- iAPX 432: Intel 8800, 1981 (der ab 1975 entwickelte i8800 war Intels erster 32-Bit-Prozessor)
- iAPX-86-Familie: 80x86-Architektur
  - iAPX 86: Intel 8086, 1978 (16-Bit)
  - iAPX 88: Intel 8088, 1979
  - iAPX 186: Intel 80186, 1982
  - iAPX 188: Intel 80188, 1982
  - iAPX 286: Intel 80286, 1982
  - iAPX 386: Intel 80386 bzw. i386, 1985 (erster 32-Bit-x86-Prozessor)
  - i486: Intel 80486, inoffiziell auch iAPX 486,[1] 1989

Der nicht zum 8086/8088 kompatible iAPX 432 war ein Misserfolg, was aber erst nach 1981 klar wurde. Für den ersten x86-Prozessor, den Intel 8086 von 1978, nutzte Intel die Bezeichnung iAPX jedoch ebenfalls. Die x86-Architektur wurde in den 1980er Jahren nicht nur von Intel als iAPX-Produktfamilie bezeichnet bzw. 80x86 (später wurde die 80 am Anfang weggelassen: x86) auch als „iAPX 86“. Erst nach dem „iAPX 386“ nutzte Intel die Abkürzung nicht mehr: der 80386er wurde bereits als „i386“ weiterentwickelt und beworben, und auch der 80486er wurde als „i486“ veröffentlicht.